# Team MTEK
Team MTEK (BMW Team MTEK) – niemiecki zespół wyścigowy założony w 2012 roku przez Ernesta Knoorsa. Zespół stał się czwartą ekipą BMW w Deutsche Tourenwagen Masters w 2013 roku, po powrocie do serii w 2012 roku. Baza zespołu znajduje się w Garching.
W sezonie 2013 kierowcami zespołu byli Marco Wittmann oraz Timo Glock. Przynieśli oni zespołowi 89 punktów, które dały mu siódmą pozycję w klasyfikacji generalnej. Glock odniósł pierwsze zwycięstwo dla zespołu już w pierwszym wyścigu sezonu na torze Hockenheimring. Rok później Wittmana zastąpił debiutujący w serii António Félix da Costa.